# Irgarol
L’Irgarol 1051 ou cybutryne est un biocide pesticide algicide puissant de la famille des triazines, utilisé dans les antifoulings en remplacement du tributylétain interdit.

## Mode d'action
Il agit en inhibant la photosynthèse, par blocage du transport des électrons dans le processus photosynthétique. L’Irgarol se dégage peu à peu de la peinture et tue (de très faibles doses suffisent) les organismes végétaux qui tentent de se fixer sur la coque, mais aussi des organismes appartenant au phytoplancton, au périphyton, voire les macrophytes (plantes supérieures).
- Dégradation ( ; en jours)
- Hydrolyse : > ½ vie  de 200 jours, stable en eau stérile, à l’obscurité
- Photolyse en eau douce : ½ vie de 36 jours s'il y a photodégradation, c’est-à-dire en présence de lumière, en fonction de la latitude, de la saison, de la profondeur, de la turbidité, de l'orientation, etc.
- Métabolisme aérobie par les micro-organismes 96 jours en eau douce (à partir d’une certaine profondeur le milieu devient anoxique. L’eutrophisation et la dystrophisation peuvent diminuer les taux d’oxygène, voire les réduire à zéro)
- Le métabolisme anaérobie semble sans effet sur le produit (pas de dégradation)

## Écotoxicologie
L’effet algicide protège les coques des bateaux mais dans les milieux où l’eau est peu renouvelée ou dans les lacs fermés, il peut avoir des impacts directs importants pour le phytoplancton et le périphyton dans le milieu, voire sur les macrophytes (plantes supérieures), et des impacts indirects sur l’oxygénation et le pH du milieu ainsi que sur la chaîne alimentaire dont la photosynthèse est la base. La plante aquatique réputée la plus affectée par ce polluant (Navicula pelliculosa) est sensible à des taux de moins de 100 ng/L là où une daphnie le sera à 1 mg·L-1.
Des effets synergiques sont possibles avec d’autres composants d’antifoulings (cuivre notamment) ou d’autres polluants.

Son taux de diffusion à partir d’une coque peinte ou d’un objet immergé peint est estimé a environ 2,5 μg/cm2/jour (ou 9 131 250 μg par mètre carré peint et par an). L’Irgarol - selon une modélisation simplifiée (voir lien en bas de page) - se concentrerait dans un lac plutôt en surface (35 ng/l, soit 35 μg/m3) où il peut être dégradé par photolyse si l’eau est transparente et par des microbes (si l’eau est assez oxygénée).
Des taux élevés, de 0,803 μg·L-1 (soit 803 µg/m3 ) et de Diuron et de 0,102 μg·L-1 (soit 102 µg/m3 ) d'Irgarol ont été mesurés en rade de Brest en 2003-2004 (attention, une partie du Diuron pourrait provenir de biocides utilisés en ville ou en amont et lessivés par les pluies)
Et on a trouvé selon IFREMER jusqu'à 6,7 μg·L-1 (6 700 µg/m3 , soit 6,7 mg·m-3) de Diuron et 1,7 μg·L-1 (1 700 µg/m3, soit 1,7 mg·m-3)  d'Irgarol ailleurs dans des marinas ou zones portuaires. Ces chiffres ne sont pas nécessairement des maxima, car ces mesures sont rares. Mais ces taux sont déjà assez élevés pour induire un effet sur le phytoplancton, et peut-être dans ces zones sur toute la chaîne alimentaire. Ces taux sont bien au-delà des normes européennes de potabilité et que des moules et huîtres ou coquilles Saint Jacques peuvent croître à proximité ou en aval de ces zones et être commercialisées.
En se dégradant en surface sous l’action de la lumière (photolyse), ou lorsqu’il est biodégradé par des microbes, l’Irgarol laisse plusieurs produits de dégradation ou métabolites dont le 2-méthylthio-4-tert-butylamino-6-amino-s-triazine dit « GS 26575 » moins écotoxique que sa molécule mère (l’Irgarol) mais plus persistant qu’elle dans l’Environnement et conservant des propriétés biocides.

## Toxicologie
On manque de donnée toxicologique pour l’homme.